# ماهیچه چانه
ماهیچه چانه (انگلیسی: Mentalis) به یک جفت ماهیچه کوچک گفته می‌شود که در زیر لب پایین و بر روی نوک چانه قرار گرفته‌اند. این دو ماهیچه پوست چانه را چروک می‌کنند.
خاستگاه آن گودی ثنایابی (incisive fossa) آرواره پایینی و پیوندگاه آن پوست چانه است. عصب‌گیری‌اش از عصب چهره‌ای (فاسیال) است.

## نگارخانه

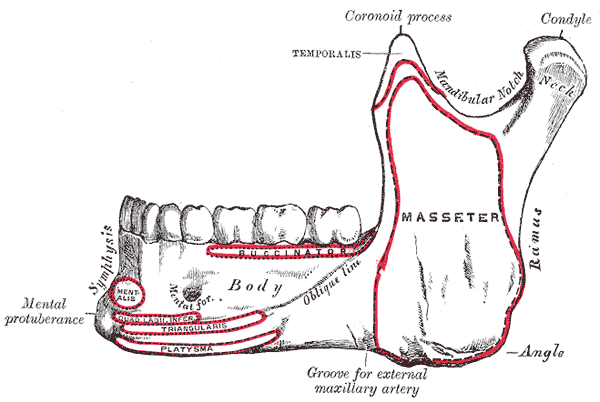
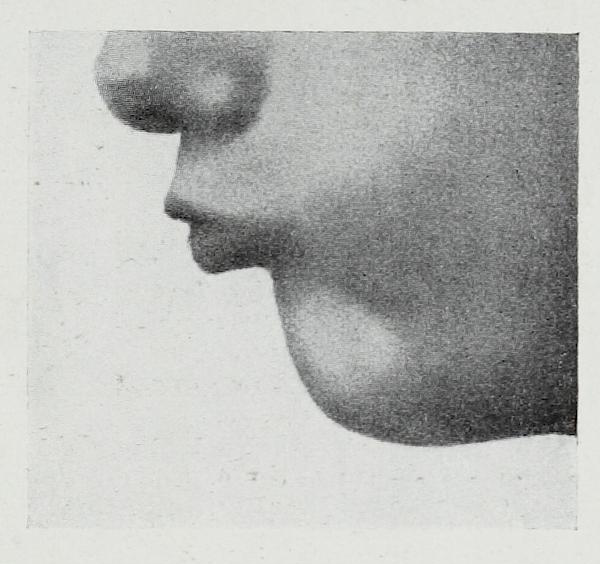